# اوله هریتسای
اوله هریتسای (اوکراینی: Олег Анатолійович Грицай؛ زادهٔ ۲۶ سپتامبر ۱۹۷۴) بازیکن فوتبال اهل اوکراین است.
از باشگاه‌هایی که در آن بازی کرده‌است می‌توان به باشگاه فوتبال اسپارتاک ایوانو-فرانکیفسک و باشگاه فوتبال دنیپرو اشاره کرد.